# Sturmgeschütz-Abteilung 192
De Sturmartillerie-Abteilung 192 / Sturmgeschütz-Abteilung 192  was tijdens de Tweede Wereldoorlog een Duitse Sturmgeschütz-eenheid van de Wehrmacht ter grootte van een afdeling, uitgerust met gemechaniseerd geschut. Deze eenheid was een zogenaamde Heerestruppe, d.w.z. niet direct toegewezen aan een divisie, maar ressorterend onder een hoger commando, zoals een legerkorps of leger.
Deze Sturmgeschütz-eenheid kwam in actie aan het oostfront onder Heeresgruppe Mitte gedurende zijn hele bestaan. In april 1942 werd de Abteilung ingevoegd in de Gemotoriseerde Divisie Großdeutschland en werd omgedoopt.

## Krijgsgeschiedenis

### Sturmartillerie-Abteilung 192
De Sturmartillerie-Abteilung 192 werd op 25 november 1940 opgericht in Jüterbog. Nadat de oprichting voltooid was, werd de Abteilung op 11 december 1940 verplaatst naar Huta Dąbrowa in Polen, waar de training werd voortgezet.
Op 7 februari 1941 werd de Sturmartillerie-Abteilung 192 omgedoopt in Sturmgeschütz-Abteilung 192.

### Sturmgeschütz-Abteilung 192

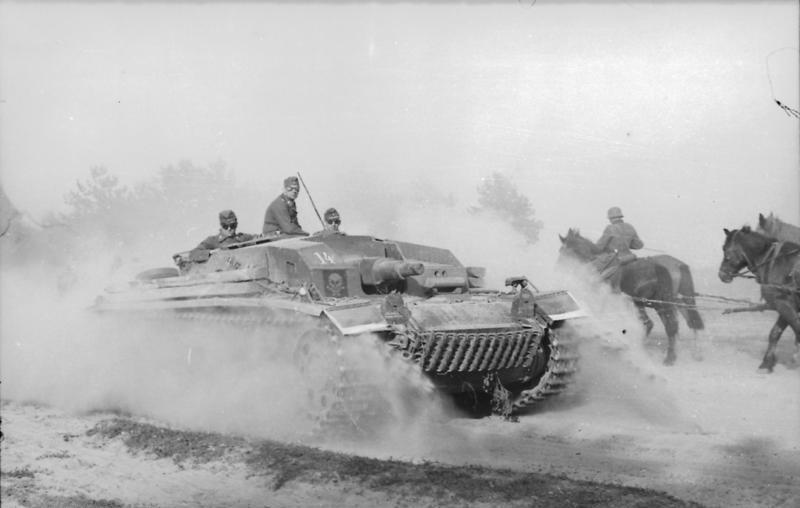
Sturmgeschütz III van de Abteilung in de Sovjet-Unie in juni 1941

De omdoping in Sturmgeschütz-Abteilung betekende echter geen organisatorische verandering, de samenstelling bleef gelijk.
In mei 1941 verplaatste de Abteilung zich naar Terespol en later naar het gebied Janów Podlaski aan de Boeg. Vanaf hier nam de Abteilung vanaf 22 juni 1941 deel aan de Ruslandveldtocht. De Abteilung nam deel aan de verovering van de spoorbrug Terespol – Brest-Litovsk en werd voor de verdere opmars onder bevel gesteld van de 131e Infanteriedivisie. Op 19 augustus werd deelgenomen aan de verovering van Gomel. Onder de 124e Infanteriedivisie werd deelgenomen aan de gevechten rond Tsjernigov. Bij de verdere opmars bereikte de Abteilung op 25 november 1941 Kaloega. Rond dit gebied streed de Abteilung in vaak heftige gevechten de gehele winter 1941/42. In maart 1942 werd de Abteilung uit het front genomen voor een opfrissing en verplaatst naar het gebied Treuenbrietzen, waarbij het materieel achterbleef en verdeeld werd over andere eenheden.

### Einde
De Sturmgeschütz-Abteilung 192 werd in Treuenbrietzen op 9 april 1942 samengevoegd met 16./Infanterieregiment Großdeutschland (de voormalige Sturmgeschütz-Batterie 640) om samen de nieuwe Sturmgeschütz-Abteilung Großdeutschland te vormen.

## Samenstelling
- Staf
- 1e Batterij
- 2e Batterij
- 3e Batterij

## Commandanten
| Rang      | Naam         | Begin            | Eind         |
| --------- | ------------ | ---------------- | ------------ |
| Hauptmann | Erich Hammon | 11 november 1940 | 9 april 1942 |